# Dai Vernon
Dai Vernon (Ottawa, 11 de junho de 1894 – Ramona, 21 de agosto de 1992) foi um famoso ilusionista do século XX, que tornou-se conhecido como "o homem que enganou Harry Houdini". Sua especialidade eram os truques feitos de perto (close-up), especialmente com cartas. Foi um dos mágicos que mais contribuiu para o desenvolvimento dessa modalidade, e sem dúvida deixou seu nome marcado na história.

## Infância e juventude
Seu nome de batismo é David Frederick Wingfield Verner. Foi um bom esportista durante sua infância, e um melhor mágico, que desde cedo já demonstrava suas habilidades em festas.
Mudou-se para Nova York em 1913, com 19 anos de idade, e logo se tornou conhecido dos mágicos locais, dos quais se tornou amigo. Seu nome artístico nasceu de um erro no jornal local, que publicou seu nome, David, como Dai. Como os novaiorquinos tinham dificuldade em pronunciar seu último nome correctamente, Verner, adoptou o nome de Dai Vernon.

## Trajetória
O famoso Harry Houdini, na época, lançou um desafio: poderia descobrir o segredo por trás de qualquer truque que fosse feito em sua frente três vezes seguida. Vernon aceitou o desafio de Houdini, e executou um método de um efeito conhecido como sempre em cima ou "A Carta Ambiciosa". Repetiu o truque oito vezes, e Houdini não conseguiu entendê-lo. A partir desse dia Vernon ficou conhecido como "O homem que enganou Houdini". Anos mais tarde receberia outro apelido que se tornaria famoso: "O professor".
Foi amigo de muitos mágicos famosos, tais como T. Nelson Dows, Allan Shaw, Welch Miller, entre outros. Vernon era muito querido e admirado por todos, famoso por seu charme e sua modéstia. Não se ouvia de sua boca nenhuma palavra contra ninguém. Com uma excepção: Harry Houdini. Ele dizia que conhecia bem o verdadeiro carácter de Houdini. Dizia que era uma pessoa egocêntrica, e apesar de ser um óptimo escapista, como mágico mal conseguia embaralhar cartas. Dizia que apesar de Houdini conseguir prender a respiração mais que qualquer outro, com mágicas feitas de perto Houdini deixava muito a desejar.
Muito dos mágicos famosos hoje em dia, como Doug Henning e Ricky Jay, tiveram aulas com O professor. Um livro sobre sua vida, chamado The Vernon Chronicles – Daí Vernon a Magical Life, foi publicado em 1992, que foi o mesmo ano de sua morte. Dai Vernon morreu com 98 anos.

## Livros
- Dai Vernon's Book of Magic
- Inner Secrets of Card Magic
- More Inner Secrets of Card Magic
- Further Inner Secrets of Card Magic
- Ultimate Secrets of Card Magic
- Dai Vernon's Tribute to Nate Leipzig
- Malini & His Magic
- The Essential Dai Vernon (Collected Work)
- The Symphony of the Rings
- Early Vernon
- Dai Vernon's Revelations
- Vernon Touch